# Перекладина
Перекла́дина (турни́к, от фр. tourner — «вертеться, вращаться») — спортивный снаряд, стальной стержень, размещённый на вертикальных стойках и закреплённый при помощи стальных растяжек. Упражнения на перекладине входят в состав мужских соревнований по спортивной гимнастике.

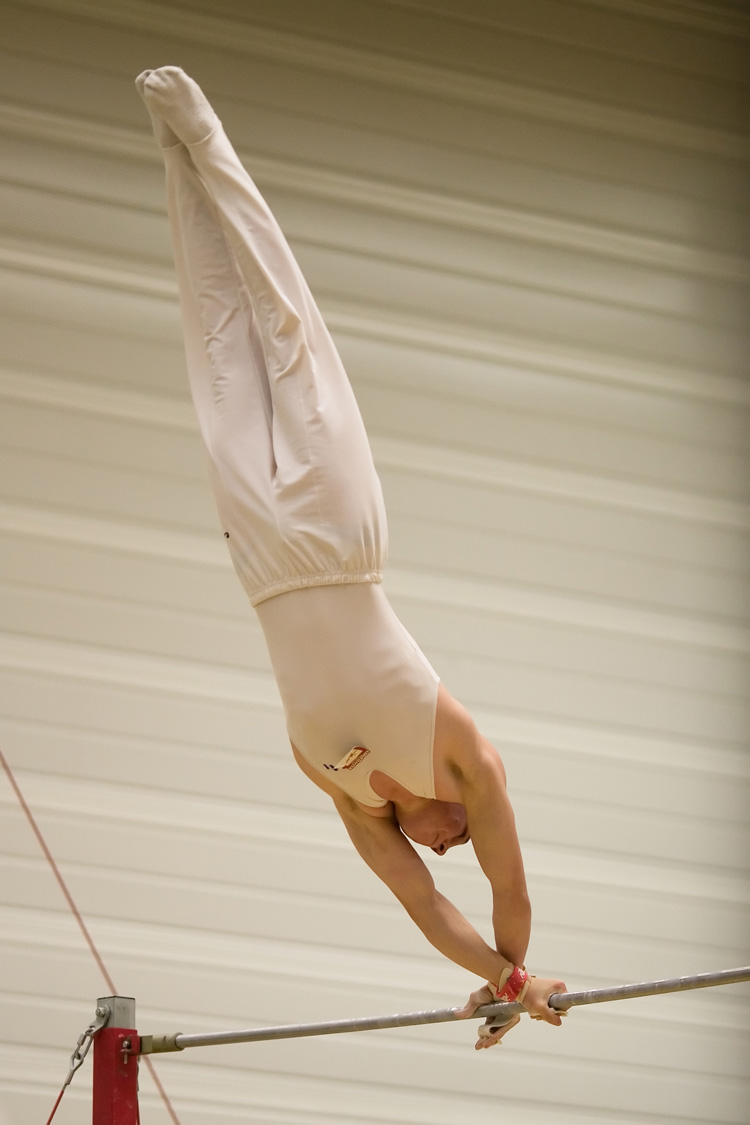
Гимнаст на перекладине

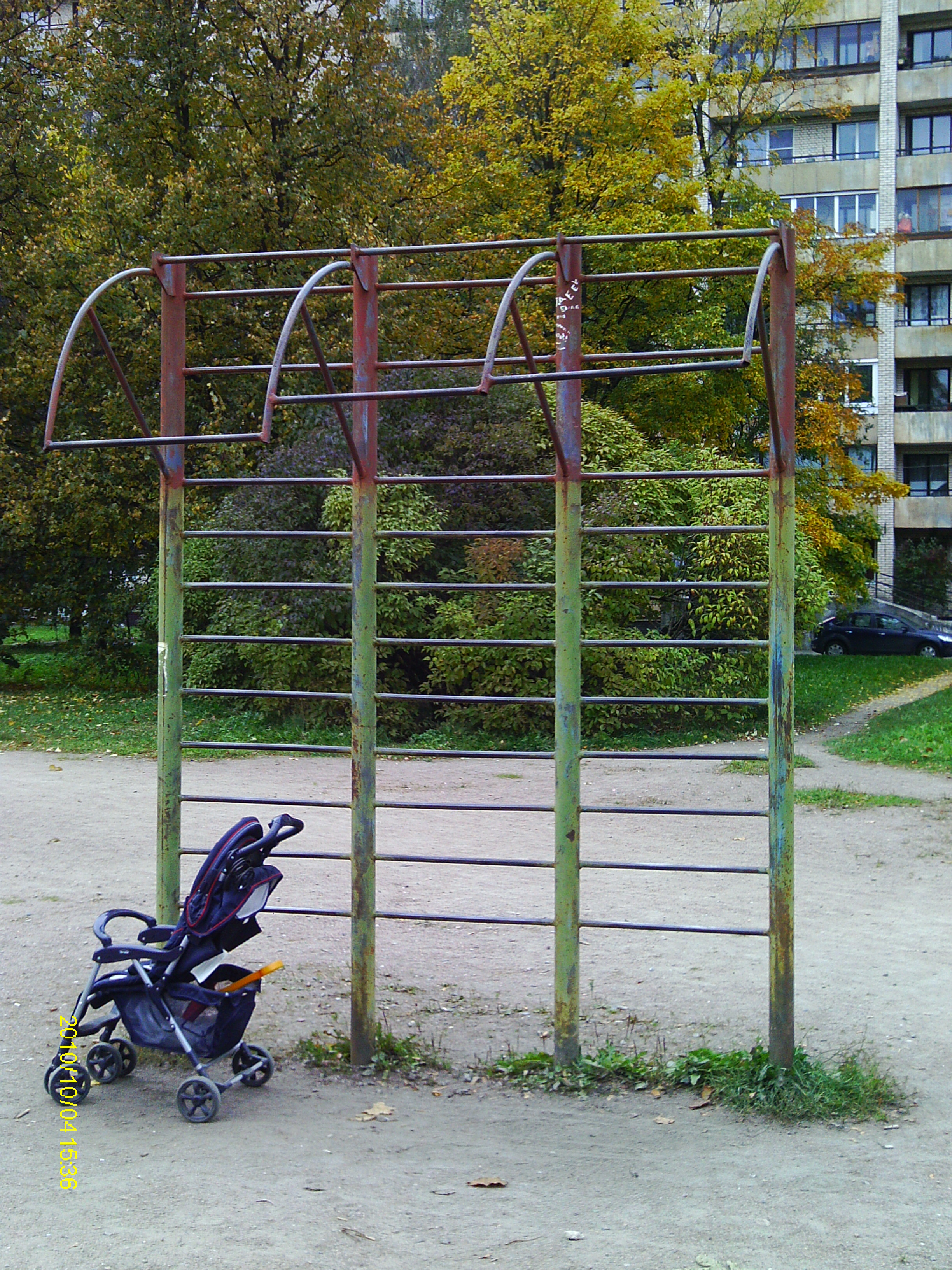
Турник со стальным подобием шведской стенки на детской площадке

Упражнения на перекладине (подтягивание, подъём переворотом, выход силой) входят в программу СФП гимнастов. Поэтому перекладину (в том или ином виде) можно увидеть в любом спортзале и на любой спортплощадке.

## Описание
Согласно правилам международной федерации гимнастики (FIG) перекладина должна находиться на высоте 278 см и иметь длину 240 см. Толщина перекладины — 2,8 см.
Турник является одним из снарядов в спортивной гимнастике, в современной программе Олимпийских игр проводятся соревнования по упражнениям на перекладине среди мужчин, в которых разыгрывается набор медалей; также соревнования на перекладине входят в расписание командного и абсолютного первенства среди мужчин.
Упражнение на перекладине состоит из вращений вокруг снаряда и перелётов, элементов, когда гимнаст прерывает хват снаряда. В ходе выступления спортсмен должен показать различные виды хватов (хват сверху, снизу и обратный хват) и висов (спереди, сзади, ноги врозь, согнувшись), умение чисто и чётко переходить от одного их вида к другому. Во время вращений спортсмен не имеет права касаться перекладины телом. Вращения могут выполняться как на двух руках, так и на одной. Завершаются упражнения акробатическим соскоком. Для начала упражнения спортсмен пользуется помощью ассистента, подсаживающего его на снаряд.
Судьями оценивается сложность и чистота исполнения элементов, а также качество соскока.

## Структурные группы элементов

### I. Элементы, выполняемые большим махом в висе
Сюда входят:
- подъёмы махом назад в стойку на руках с поворотами и без;
- большие обороты на двух или одной руке, с поворотами и без, также с прыжком и поворотом на 180, 360, 540 и даже 720 градусов.

### II. Элементы с фазой полёта
Включает в себя различные «перелёты» — элементы, которые предполагают отпускание рук от грифа, перелёт через плоскость грифа и приход в вис, а также «подлёты» — элементы с отпусканием рук от грифа выполнением сальто без перехода через плоскость грифа и приход в вис. Также сюда отнесены «продевы» с «перемахом» ноги врозь в вис или в стойку на руках (элементы типа «Карбалло» или «Квинтейро»).
Перелёты бывают следующих видов:
- махом назад без сальто (перелёт углом, «Воронин», «Маркелов»);
- махом назад (с большого оборота вперёд) с 1.5 сальто вперёд (типа «Гейлорд»);
- махом назад с контр-сальто назад (ещё не исполнены);
- махом вперёд контр-движением назад без сальто (типа «Ткачёв», «Люкин»);
- махом вперёд 1,5 сальто назад (типа «Ковач», «Гейлорд 2»);
- махом вперёд контр-сальто вперёд (ещё не исполнены).

Подлёты бывают следующих типов:
- махом назад сальто вперёд (типа «Егер», «Погорелов»);
- махом назад контр-сальто назад (малоизучены);
- махом вперёд сальто назад с поворотами (типа «Делчев», «Гингер»);
- махом вперёд контр-сальто вперёд (типа «Маринич»).

Между двумя типами лётовых движений на перекладине (разновысоких брусьях) имеется разница, хотя движения похожи. В основном «путаются» друг с другом такие перелёты, как Маркелов и Воронин, а также подлёты или сальто в вис — Делчев и Гингер.

### III. Элементы, близкие к перекладине
Включают в себя:
- многочисленные подъёмы разгибом, двумя, назад, дугой;
- обороты назад в стойку на руках;
- большие обороты с перемахами вида «Штальдер» и «Эндо»;
- большие обороты вперёд со спадом вперёд и подъёмом разгибом в стойку на руках («Вейлер»).

### IV. Элементы в обратном хвате и в висах сзади
В основном сюда входят особые элементы вида:
- элементов в висе сзади хватом сверху и снизу — подъёмы махом вперёд, русские обороты;
- элементы с «продевом» ног и движением в стойку на руках (выкрутом, прыжком или поворотом) типа «Адлер»;
- элементы в обратном хвате вида итальянских оборотов.

### V. Соскоки
Соскоки может поделить на следующие виды:
- махом вперёд сальто/кратные сальто(двойные, тройные) назад с поворотами и без;
- махом назад сальто/кратные сальто(двойные, тройные) назад с поворотами и без;
- махом назад сальто/кратные сальто(двойные, тройные) с поворотами и без;
- махом вперёд сальто/кратные сальто(двойные, тройные) вперёд с поворотами и без;
- лёты с поворотами и без, также с добавлением контр-сальто назад;
- соскоки 1,5 и более сальто назад через перекладину и 1,5 и более сальто вперёд через перекладину.

## Развитие комбинаций гимнастов на перекладине

### 1940—50-е годы
Комбинации гимнастов на перекладине в эти годы включали в себя небольшое количество элементов. Комбинация включала в себя оригинальный подъём, различные варианты оборотов, элемент с фазой полёта и соскок.
В качестве подъёма можно было увидеть различные элементы:
- подъём двумя руками с перемахом ноги врозь в вис[5];
- так называемый «финский подъём» или мах дугой назад с поворотом на 180 градусов с последующим подъёмом махом назад;
- подъём махом назад с перемахом ноги врозь и поворотом на 180 градусов с приходом в угол вне. Так же можно было увидеть подъём махом назад с перемахом ноги вместе через боковую плоскость (по примеру кругов на коне) в упор сзади;
- подъём махом вперёд с перемахом через боковую плоскость в вис или с поворотом на 180 в упор.

Большие обороты усложнялись массой поворотов вокруг руки как на 180, так и на 360 градусов. Нередко использовался скрещенный хват (гимнаст брался за гриф руками накрест). В эти годы многие гимнасты прекрасно владели такими сложнейшими движениями, как большие обороты назад в висе сзади, редко наблюдавшиеся в 2000-е годы. Также обороты усложнялись простейшим перемахом — оборот, названный именем Штальдера.
Элементы с фазой полёта были представлены скромным набором простейших подлётов и перелётов. Наиболее популярными были махом назад подлёт с поворотом на 360 градусов в вис и перелёт углом («предножка»).
Соскоки были достаточно разнообразны, но не очень сложны. Они включали в себя соскоки лётом, срывом из оборота назад, не касаясь, а также сальто. В начале 1950-х соскок сальто назад, прогнувшись, был очень распространён. Но в конце 1950-х уже сальто было усложнено поворотами на 360 и более, а также исполняются двойные сальто назад.

### 1960-е годы
Комбинация на перекладине все более насыщается поворотами на 360 градусов в обратный хват и из обратного хвата. Помимо оборотов Штальдера, чаще начинают встречаться обороты вперёд с перемахом — Эндо. По-прежнему используются обороты назад в висе сзади. Также практически в каждой комбинации встречаются обороты типа «Адлер» — большой оборот вперёд с продевом и выкрутом плеч в обратный хват. А в конце 1960-х в оборот Адлера добавляется и поворот на 360 градусов, правда, выбив выше уровня грифа, как правило, не превышал 45 градусов.
Элементы с фазой полёта всё более насыщаются перелётами с активным броском. Простейший перелёт углом, с перемахом через боковую плоскость, был малоэффективным, так как после него было невозможно выполнить большой оборот назад, из гашения всего импульса.
Советский гимнаст Михаил Воронин усовершенствует перелёт углом, выполняя поворот иным способом. Теперь поворот выполняется не в противотемп движению, а по темпу, что позволяет сохранить импульс вращения. Перелёт «Воронина» впоследствии ещё модифицируется. Гимнасты выполняют перелёт всё ближе к прямому телу, усовершенствуется и принцип выполнения поворота — появляется перелёт Маркелова ноги врозь..
Соскок в большинстве случаев представлял собой лёт с поворотом на 360 градусов или двойное сальто назад.

### 1970-е годы
В плане оборотов упражнения гимнастов не сильно меняются. Правда, Адлеры как с поворотами, так и без постепенно вытесняют оригинальные элементы в висе сзади. Вообще, комбинации в плане разнообразия структурных форм элементов становятся менее разнообразными, зато более сложными.
А вот в сфере элементов с фазой полёта и соскоков происходит буквально качественный эволюционный скачок вперёд. Появляются сальто махом назад в вис как ноги врозь, так и согнувшись (сальто Егера). В 1977 году исполняется сальто Делчева — махом вперёд подлёт с поворотом на 180 и сальто вперёд ноги врозь в вис, а в 1978 году Эберхард Гингер исполняет более популярную версию этого движения — полпируэта назад согнувшись в вис.
В 1977 году был исполнен элемент, открывший целую новую эпоху перелётов. Александр Ткачёв выполнил контр-перелёт ноги врозь назад на махе вперёд с приходом в вис.
1970-е годы подарили гимнастическому миру и совершенно новые типы перелётов. На чемпионате мира 1979 года венгерский гимнаст Петер Ковач впервые в истории выполнил уникальный перелёт сальто в полтора оборота назад в группировке через гриф, но не в соскок, а в вис. Данный перелёт стал важнейшим элементом последующих поколений гимнастов и неким уровнем, определяющим мастерство гимнаста. Следует заметить, что в 80-е годы этот перелёт практически никем не исполнялся, а стал популярным лишь в начале 90-х.
Чуть позже американский гимнаст Митч Гейлорд выполнил аналогичный перелёт, но уже на основе сальто вперёд. На Олимпиаде 1980 года этот сложнейший элемент стал изюминкой его комбинации. Гейлорд является автором двух элементов.
Первый элемент «Гейлорд I» — это из виса махом назад полуторное сальто вперёд через гриф в вис.
Второй перелёт «Гейлорд II» — это очень оригинальный элемент. По сути является сальто Гингера, выполненного сильно выше грифа, но гимнаст берётся за гриф хватом снизу, перелетая через него. Получается сальто Гингера, но только через гриф.
Чуть позже (в 80-х годах) был выполнен подобный перелёт «Пинеда» с добавлением поворота на 180 градусов (то есть в сумме выполняется сальто назад с поворотом на 360 через боковую плоскость).
Заметим, что сальто Гейлорда стали популярными не в 80-е годы (когда они были впервые выполнены), а к Олимпиаде 1992 года, как и перелёты Ковача.
Соскоки усложняются на несколько ступеней. От двойного сальто назад в группировке, гимнасты в массах переходят к соскоку двойным сальто назад с поворотом на 360 (впервые выполнен японским гимнастом Мицуо Цукахара). Чуть позже начинаются попытки выполнения важнейшего в плане развития движения, соскока двойным сальто назад прогнувшись (первый исполнитель Валерий Ложкин — «Кубок Тюнити», Япония, 1974 год).
И наконец, в самом конце 1970-х годов, советский гимнаст Николай Андрианов выполняет супер-сложный соскок тройным сальто назад в группировке (на чемпионате СССР впервые выполнен Геннадием Крысиным).

### 1980-е годы
По степени эволюции комбинаций 80-е безусловно можно считать апогеем развития. Комбинации настолько сильно и быстро прогрессируют, что можно только поражаться. Прогресс касается всех структурных групп элементов.
- Обороты. В 1980-е годы в массах гимнасты начали исполнять различные большие обороты на одной руке. Таких оборотов исполняется несколько подряд, в том числе с различной степенью поворотов (как на 180, так и на 360). Данные движения достигают максимума развития после исполнения оригинального оборота Зоу Ли Мин — большой оборот вперёд на одной руке с поворотом на 360 в одну и сразу в другую сторону.

Элементы Адлера исполняются исключительно в стойку на руках. Причём с разнообразными усложнениями — скажем, повороты выполняются в вис на одной руке.
Большие обороты назад в висе сзади, хоть стали и редкостью, но зато также усложняются. Вход в обороты осуществляются махом вперёд продевом ног в упор сзади не касаясь. Из оборотов выход осуществляются уже не простым «выдевом» в вис, а сложным «выдевом» ног в стойку на руках
- Элементы с фазой полёта. Уже в начале 1980-х (на чемпионате мира 1983 года) ряд гимнастов исполнили перелёты Ткачёва и сальто Гингера в связках (по 3—4 элемента подряд). В 1987 году эти связки исполняли уже с усложнёнными вариантами этих элементов — как с виса на одной руке, так и в вис на одной руке. К примеру, исполняется связка перелёт Ткачёва с одной руки — перелёт Ткачёва — сальто Гингера.

Помимо перелётах в связках, значительно усложнились и сами эти движения.
В 1983 году на чемпионате мира советский гимнаст Александр Погорелов исполнил рекордные технические элементы. Первый из них — это махом назад пируэт прямым телом в вис (сальто Погорелова). Второй элемент — это махом вперёд 1,5 пируэта назад прямым телом в вис. Чуть позже этот элемент будет выполнен с оборота на одной руке румынским гимнастом Никусором Паску.
В 1987 году Валерий Люкин демонстрировал высшую степень развития перелёта Ткачёва — прямым телом. А чуть позже исполнил его и с поворотом на 360 градусов.
Перелёт Маркелова уже исполняется прямым телом ноги вместе (правда, данный элемент уже становится неотличим от перелёта Воронина прямым телом) — перелёт Ямаваки. А чуть позже появляется и его усложнённая версия с поворотом на 360 градусов (Вальстром).
Советский гимнаст Виталий Маринич также стал автором уникального элемента (правда, в западной документации этот элемент носит имя Сяо Жуйчжи) — махом вперёд контр-сальто вперёд в вис. По существу, это новая уникальная модификация контр-движения, на котором основан перелёт Ткачёва. Сальто Маринича демонстрирует безграничную возможность выполнения разнообразных форм вращения и создаёт предпосылки на будущее для выполнения высшей формы этого движения — перелёта Ткачёва с добавлением контр-сальто вперёд.
- Соскоки. Также следует отметить прогресс в области выполнения соскоков. Если в 1970-е годы, в основном, это были двойные сальто назад в группировке с пируэтом и лишь за редким исключением — тройное сальто. То в 1980-е годы тройное сальто стало стандартным соскоком всех гимнастов высшего уровня.

А на чемпионате мира 1987 года немецкий гимнаст Майк Белле даже исполнял тройное сальто назад с поворотом на 360 градусов в соскок.
Выполняется соскок тройным сальто вперёд, двойным сальто назад прогнувшись с одним, и даже двумя пируэтами.
Также ряд исполнителей выполняют и соскоки через гриф. Например, американец Хейден стал известен, благодаря сложнейшему соскоку — 1,5 сальто назад прогнувшись через гриф с поворотом на 360.
Или, скажем, соскок 1,5 сальто вперёд в группировке с поворотом на 540 градусов.

### 1990-е годы
В 1990-х годах комбинации на перекладине не сильно меняются. И прогресс уже не такой яркий, как в предыдущем десятилетии.
Олимпийские игры 1992 года и финал на перекладине показывают тенденции развития комбинаций на данном снаряде. Часть гимнастов по-прежнему строили свои комбинации на основе перелётов, выполненных с одной руки (Виталий Щербо). Эта тенденция сохранялась до 1996 года включительно. Потом постепенно такие перелёты полностью «вымерли» из арсенала гимнастов.
Другая часть гимнастов вовсю занимается освоением нового типа перелётов «Ковач» в самых разных их вариантах. Чемпион Олимпиады 1992 года на перекладине — Димас Трент — как раз включал в свою программу эффектную, но очень рискованную новинку. Третья часть гимнастов выполняла различные варианты перелётов Гейлорда I — согнувшись, ноги врозь, в группировке. Но позднее эти перелёты стали практически раритетными. Осталось крайне мало исполнителей, включающих в свои программы эти перелёты.
К Олимпийским играм 1996 года перелёт Ковач был освоен уже большим количеством гимнастов. Некоторые из них значительно усложнили его, а также добились высочайшего уровня исполнения.
Российский гимнаст Алексей Немов включил в свою программу целых три перелёта Ковача (в группировке, согнувшись, прогнувшись), а также выполнил связку Ковач согнувшись и Гингер.
Иван Иванков выполнял на чемпионате мира связку из двух Ковачей подряд. А чуть позже исполнял уникальный перелёт — Ковач с поворотом на 360 градусов (впервые выполнен Кольманом).
Данная связка была повторена гимнастом из Казахстана Федорченко и японцем Хатакедой.
В оборотовых вращениях ставили эксперимент — гимнастов директивно заставляли включать в программу «аномальные обороты». То есть большие обороты вперёд (также с перемахами или поворотами) хватом сверху. Но после Олимпиады 1996 года от них отказались из-за спорности пользы таких движений. В остальном ничего нового в плане оборотов не появилось.

### 2000—2010 годы
В период с 2000-го по 2010 год произошли революционные изменения в правилах проведения соревнований, что, конечно же, отразилось на комбинациях спортсменов. Если в предыдущее десятилетие гимнасты в основном использовали отдельные сложные элементы для увеличения сложности комбинации, то с 2000 года начали действовать новые правила, которые позволяют гимнастам набрать сложность за счёт соединения элементов группы D и выше. Это привело к тому, что гимнасты начали выполнять подряд как можно больше разных элементов. Комбинации гимнастов высшего уровня достигали сложности в 10 баллов, но реальная их сложность сильно различалась. Например, наиболее распространёнными в комбинациях были соединения оборотов в обратный хват: Рыбалко в обратный хват и большой оборот вперёд в обратном хвате и из обратного хвата подхват в хват снизу и поворот на 360 в обратный хват — большой оборот вперёд с подхватом и поворотом на 360 в смешанный хват. И таких вертушек, которые не сильно отличаются друг от друга, да и не требуют разносторонних навыков, было великое множество. Комбинации выглядели однообразно и незрелищно, так как включали в себя помимо оборотов лишь один (не самый сложный) перелёт. Можно сказать, что период с 2000-го по 2005 год в массах гимнастов лётовые элементы не только не эволюционировали, но даже деградировали. Но небольшая группа гимнастов тем не менее выполняла совершенно иные комбинации. Наглядный пример такой программы продемонстрировал российский гимнаст Алексей Немов. Он выполнил связку из 4 элементов с фазой полёта и в придачу ещё два отдельных перелёта Ковача. Подобная комбинация сильно отличалась в зрелищности и реальной сложности, но оценивалась точно так же, как комбинации первого типа. Ещё более прогрессивные комбинации продемонстрировали итальянец Игорь Кассина, а также белорус Иван Иванков и украинец Валерий Гончаров.
Кассина стал автором уникального по сложности (для этого элемента даже не существовало ещё новой группы сложности G, которая появится лишь позднее) перелёта — Ковач прямым телом с поворотом на 360. Плюс к этому сложнейшему перелёту в свою комбинацию он включил Ковач прямым телом и перелёт Кольмана. Гончаров и Иванков исполняли рекордные связки из перелётов — Ковач в группировке и Ковач в группировке с поворотом на 360 (Кольман).
Такая существенная разница в реальной сложности комбинаций и скандал с оценкой этих программ на Олимпийских играх 2004 года заставили руководство FIG ещё раз изменить правила. В этот раз (в 2006 году) произошли не просто изменения, а целая революция в системе оценки программ. Помимо оценки за технику, была введена оценка за сложность, которая учитывала каждый элемент отдельно, а также связки между отдельными сложными элементами. Гимнаст теоретически сможет набирать базу условно бесконечно, путём усложнения элементов в программе.
Что же произошло с комбинациями гимнастов? Если до 2006 года комбинация гимнаста состояла из 3—5 сложных элементов и остальные элементы были лишь нужны для набора специальных требований, то с 2006 года комбинации представляют собой 10 сложнейших элементов.
Если комбинация Немова совсем недавно была вершиной сложности, то уже на чемпионате мира 2009 года выполняются такие программы, которые превосходят её по сложности как минимум в два раза. Усложнились обороты. Теперь выполняются сложнейшие «продевы» Адлеры с поворотами и прыжками в связке с перелётами, что раньше можно было встретить лишь у единиц исполнителей. В массах подобные движения освоены всеми гимнастами мира. Штальдеры выполняются только с прыжком, да ещё и поворотом на 360 или 540 градусов и как правило в обратный хват двумя руками. Элементы с фазой полёта опять таки в массах стали выполняться групп Е и выше. Перелёты Кассины, Ткачёва прямым телом с поворотом на 360, сальто Погорелова всё чаще встречались в программах спортсменов. Исчезли связки из 3—4 простых перелётов, как в комбинации Алексея Немова. На замену им пришли связки, которые первыми выполняли Гончаров и Иванков — связки перелётов Ковача. Одним из лучшим исполнителем их стал гимнаст из Нидерландов Эпке Зондерланд. Соскоки остались на том же уровне (двойное сальто назад прогнувшись с поворотом на 720 или тройное сальто назад в группировке). Видимо, усложнение соскоков — дело будущих лет.
Если подвести итог эволюции комбинаций гимнастов то можно выделить несколько аспектов в данном вопросе:
- комбинации гимнастов до 2006 года были похожа на цирковые номера. То есть комбинация содержала 3—5 сложных элементов, а остальные только для «добора» до 10 баллов в базовой оценке. С 2006 года комбинации стали напоминать «марафон» из 10 элементов со сложностью «выше среднего»;
- от связок «оборот и оборот» гимнасты перешли к сложным связкам типа «оборот и перелёт» и «перелёт и перелёт». Простые связки из перелётов групп «С» исчезли, на смену им пришли связки из перелётов группы «D» и выше;
- сложность комбинаций возросла в массах гимнастов. Если раньше отдельные сложнейшие связки элементов и отдельные перелёты делали 1—2 гимнаста в мире, то с 2006 года эти связки выполняют огромное множество спортсменов;
- но помимо прогрессивных изменений произошли и нежелательные. Например, из арсенала гимнастов практически полностью исчезли целые структурные группы элементов. Элементы в висе сзади; соскоки лётом, дугой, срывом, контрсальто назад на махе назад, сальто через гриф; контрсальто вперёд в вис; обороты на одной руке. Современная гимнастика ставит высокие требования к сложности элементов, но в определённой степени из-за этого страдает разнообразие движений.

### 2010—2021
После Олимпиады 2008 года в Пекине начался колоссальный рывок в трудности комбинаций. И, если надбавка за сложность олимпийского чемпиона 2008 Кай Цзоу (7.2) тогда казалась чем-то нереальным, то уже через 4 года, на Олимпийских Играх в Лондоне обладатели подобной надбавки уже не боролись за медали. Сложность олимпийского чемпиона 2012 Эпке Зондерланда и бронзового призёра Кай Цзоу составила 7.9 баллов. Зондерланд также показал самую трудную на сегодняшний день лётную связку, состоящую из трёх перелётов Ковача: Ковач прямым телом с винтом — Ковач — Ковач с винтом (Кольман).
С 2012 произошли очередные изменения в правилах. Они стали очевидны после финала на перекладине Олимпийских Играх. Гимнаст из Нидерландов набрал рекордную сложность в 7.9 балла, используя сложнейшую связку из трёх слитных перелётов Ковача, что до него никто даже и не пробовал делать. Но в то же время китайский гимнаст Кай Цзоу демонстрирует ту же сложность, но с использованием связок типа «оборот и перелёт».
Очевидно, что связки перелётов более сложны и должны выше поощряться, чем соединения оборотов с лётовыми элементами. Так и было сделано. Теперь связка перелётов стоит +0.2, а связка оборотов с перелётом только +0.1. А также вернулись прибавки за связки несложных, но эффектных элементов групп «С».
В результате этих изменений, к 2014 году гимнасты поменяли свои комбинации. Если Эпке Зондерланд не сильно потерял в своей сложности и с базовой оценкой в 7.7 балла являлся очевидным лидером, то его соперникам пришлось сильно думать над изменением своих программ. К примеру, сложность 7.9 Кай Цзоу превратилась в 7.5.
Гимнасты начали включать в свои комбинации одинарные супер-сложные элементы, чтобы скомпенсировать менее поощряемые простые связки. Так мы видим, что каждый гимнаст топ-уровня владеет Ковачем прямым телом с пируэтом, а немецкий гимнаст Андреас Бретшнайдер на соревнованиях Бундеслиги 2014 года даже демонстрирует новинку — Ковач с двойным пируэтом, который получил группу сложности «Н».
Вторым путём изменения комбинаций спортсменов стал путь выполнения связок перелётов групп сложности D и выше. Всё чаще встречаются связки типа «Адлер с поворотом на 180 и Ткачёв прогнувшись и Ткачёв с поворотом на 180», а японский гимнаст Кохеи Учимура практически достиг уровня сложности Зондерланда и на чемпионате продемонстрировал связку «Кассина» и «Кольман», что принесло ему серебряную медаль.
Многие гимнасты не сидят на месте и работают над своими комбинациями и стараются также выучить связки перелётов Ковача, или же усложниться за счёт уникальных ультра-си перелётов и подлётов. Например, можно видеть оригинальный Гингер с поворотом на 360 с последующим дополнительным поворотом на 180 градусов (в сумме получается сальто назад с поворотом на 720 в вис) или даже Гингер с двойным пируэтом (сальто назад с 2.5 пируэтами назад в вис).
После Олимпийских игр 2016 года гимнастика берёт курс на изучение связки Ткачёв прогнувшись (D) + Ткачёв с поворотом на 180 (D). Данное соединение даёт прибавку в 0,2 к базе, помимо групп сложности самих элементов. Даже многоборцы 2021 года в массе владеют таким сложным соединением, которое пять лет назад было доступно только единицам. Чаще выполняется перелёт Пиатти ноги врозь (из Штальдера перелёт Ткачёва).
Также большого прогресса гимнасты достигают и в изучении перелётов Ковача. Связки Зондерланда так и остаются невостребованными, как сверхсложные. Но в отдельных перелётах есть серьёзный прогресс как в сложности отдельных уникумов, так и в массе. Во-первых, японский гимнаст Хидетака Миячи демонстрирует на чемпионате мира 2017 года в идеальном исполнении перелёт Ковача прямым телом с двумя винтами. Элемент получает высшую группу сложности «I» (+0,9). А в 2021 году ещё один японец Фусуке Майеда уже исполнял связку: Миячи и Кольман и Кассина.
Следующим важным эволюционным шагом вперёд является массовое владение гимнастами сложным перелётом Ковача прямым телом с винтом, который пять лет назад был доступен только единицам.
Но надо сказать, что программы целого ряда гимнастов становятся однообразными, хотя и сложными. Все пять перелётов в программе — это перелёт Ямаваки, Ковачи и Ткачёвы. Также к отрицательным этапам развития вида относится оскудение сложных оборотов в программах спортсменов. Если в 2012—2016 годах большинство лидеров исполняло сложные обороты с прыжком в обратный хват: Рыбалко и Штальдер с поворотом на 540, то на Олимпийских играх 2021 года это уже сложный раритет. Теперь в программах гимнастов самыми сложными являются обязательные Адлеры на 180 и 360.
Обязательно стоит сказать, что гимнасты на тренировках демонстрируют и совершенно новые уникальные перелёты пятого поколения, которые опережают своё время и вряд ли скоро появятся в соревновательных программах. Это двойной перелёт Ковача (2,5 сальто назад над перекладиной в вис) в исполнении Фусуке Майеды и Ткачёв и контрасальто вперёд в исполнении Бэна Блума.

## Олимпийские чемпионы в упражнении на перекладине
- 1952 — Джек Гюнтхард, Швейцария
- 1956 — Такаси Оно, Япония
- 1960 — Такаси Оно, Япония
- 1964 — Борис Шахлин, СССР
- 1968 — Михаил Воронин, СССР и А. Накаяма, Япония
- 1972 — Мицуо Цукахара, Япония
- 1976 — Мицуо Цукахара, Япония
- 1980 — Стоян Делчев, Болгария
- 1984 — Синдзи Морисуэ, Япония
- 1988 — Владимир Артёмов, СССР и В. Люкин, СССР
- 1992 — Трент Димас, США
- 1996 — Андреас Веккер, Германия
- 2000 — Алексей Немов, Россия
- 2004 — Игорь Кассина, Италия
- 2008 — Цзоу Кай, Китай
- 2012 — Эпке Зондерланд, Нидерланды
- 2016 — Фабиан Хамбюхен, Германия
- 2020 — Даики Хасимото, Япония

## Чемпионы мира в упражнении на перекладине
- 1930 — Иштван Пеле, Венгрия
- 1934 — Эрнст Винтер, Германия
- 1938 — Михаэль Ройш, Швейцария
- 1950 — Пааво Алтонен, Финляндия
- 1954 — Валентин Муратов, СССР
- 1958 — Борис Шахлин, СССР
- 1962 — Такаси Оно, Япония
- 1966 — Акинори Накаяма, Япония
- 1970 — Эйдзо Кэммоцу, Япония
- 1974 — Эберхардт Гингер, ФРГ
- 1978 — Савао Касамацу, Япония
- 1979 — Курт Томас, США
- 1981 — Александр Ткачев, СССР
- 1983 — Дмитрий Билозерчев, СССР
- 1985 — Тун Фэй, КНР
- 1987 — Дмитрий Билозерчев, СССР
- 1989 — Ли Чуньян, КНР
- 1991 — Ли Чуньян, КНР и Р. Бухнер, Германия
- 1993 — Сергей Харьков, Россия
- 1994 — Виталий Щербо, Беларусь
- 1995 — Андреас Веккер, Германия
- 1997 — Яни Тансканен, Финляндия
- 1999 — Хесус Карбальо, Испания
- 2001 — Власиос Марас, Греция
- 2002 — Власиос Марас, Греция
- 2003 — Такэхиро Касима, Япония
- 2005 — Альяж Пеган, Словения
- 2006 — Филипп Риццо, Австралия
- 2007 — Фабиан Хамбюхен, Германия
- 2009 — Цзоу Кай, Китай
- 2010 — Жанг Ченлонг, Китай
- 2011 — Цзоу Кай, Китай
- 2013 — Эпке Зондерланд, Нидерланды
- 2014 — Эпке Зондерланд, Нидерланды
- 2015 — Кохеи Учимура, Япония
- 2017 — Тин Србик, Хорватия